# Let There Be Rock (mezinárodní album)
Let There Be Rock je třetí mezinárodní studiové album australské hard rockové kapely AC/DC vydané v roce 1977. Autory všech písní na albu jsou Angus Young, Malcolm Young a Bon Scott.
Album vyšlo u Atlantic Records a ve Spojených státech se jej prodaly 2 miliony kopií. Album bylo znovuvydáno v roce 2003 v rámci série AC/DC Remasters.

## Seznam skladeb
1. "Go Down" – 5:18 (vinyl), 5:31 (CD)
2. "Dog Eat Dog" – 3:34
3. "Let There Be Rock" – 6:06
4. "Bad Boy Boogie" – 4:27
5. "Problem Child" – 5:24
6. "Overdose" – 6:09
7. "Hell Ain't a Bad Place to Be" – 4:14
8. "Whole Lotta Rosie" – 5:33

- Autory všech skladeb jsou Angus Young, Malcolm Young a Bon Scott.
- Většina CD verzí obsahuje stejné skladby s delší verzí písně "Go Down".
- Skladba 5 ("Problem Child") vyšla na australské verzi alba Dirty Deeds Done Dirt Cheap v roce 1976. Na albu Let There Be Rock je její zkrácená verze.
- Původní vydání na vinylech ve všech zemích kromě Spojených států a Japonska obsahovalo píseň "Crabsody In Blue" namísto písně "Problem Child".

## Obsazení
- Bon Scott – zpěv
- Angus Young – kytara
- Malcolm Young – kytara, doprovodný zpěv
- Mark Evans – baskytara
- Phil Rudd – bicí
- Cliff Williams – baskytara/doprovodný zpěv u videoklipů